# Karl Schölch
Karl Schölch (* 31. Januar 1932; † 13. Januar 2008 in Kassel) war ein deutscher Karosserie- und Fahrzeugbauermeister und Techniker, Präsidiumsmitglied des Zentralverbandes des Deutschen Handwerks und später Präsident der Handwerkskammer Kassel.

## Leben
Karl Schölch wurde als Sohn des Heinrich Schölch, Fabrikant, und Hulda Landgraf geboren. 1960 wurde er Vorstandsmitglied im Zentralverband Karosserie- und Fahrzeugtechnik, 1975 Präsident Zentralverband Karosserie- und Fahrzeugtechnik, 1984 zum Mitglied der Vollversammlung der Handwerkskammer gewählt und 1989 zum Präsidenten der Handwerkskammer Kassel gewählt. Dieses Amt, des Präsidenten der Handwerkskammer Kassel, behielt er bis 1996.
Seine Schwester, Ellen Schölch (* 1936), studierte bei Adorno, Dipl.-Soziologin und heiratete am 8. April 1960 Ludwig von Friedeburg Karl Schölch war verheiratet mit Gisela geb. Weltner und hatte drei Söhne.

## Auszeichnungen
Ausgezeichnet wurde er im Laufe seines Lebens, durch das Land Hessen unter anderem mit dem  Ehrenbrief des Landes Hessen und dem Bundesverdienstkreuz 1. Klasse und 1998 mit dem Großen Bundesverdienstkreuz. Die Handwerkskammer verlieh ihm das Goldene Handwerkszeichen und die Goldene Ehrennadel des Zentralverbandes Karosserie- und Fahrzeugtechnik.